# 陳裕 (成化進士)
陳裕（1426年—？），字孟寬，福建興化府莆田縣人，民籍。明朝政治人物。進士出身。

## 生平
成化元年（1465年）乙酉科福建鄉試第七十三名。成化八年（1472年）壬辰科會試第一百三十一名，殿試登進士第三甲第二十八名。

## 家族
曾祖父陳彥茂。祖父陳尚質。父亲陳乾，曾任典史。